# 列昂尼德·阿方索维奇·加夫纳
列昂尼德·阿方索维奇·加夫纳 （俄语：Леонид Альфонсович Гафнер，1865年1月29日—1934年4月7日）是一位俄羅斯帝國陸軍以及俄国白军軍官，曾參與西伯利亞冰雪大行軍，後來列昂尼德·阿方索维奇·加夫纳逃到上海，並在當地去世，死後埋葬在現今的靜安公園。